# Тамбовское (Кабардино-Балкария)
Тамбо́вское (кабард.-черк. Тамбовкэ) — село в Терском районе республики Кабардино-Балкария. Административный центр муниципального образования «сельское поселение Тамбовское».

## География
Селение расположено в центральной части Терского района, в 8 км к северо-востоку от районного центра Терек и в 64 км к востоку от города Нальчик.
Граничит с землями населённых пунктов: Нижний Акбаш на севере, Заводское и Верхний Акбаш на юге, и Дейское на западе.
Населённый пункт находится на наклонной Кабардинской равнине, в переходной от предгорной в равнинную, зоне республики. Средние высоты на территории села составляют 257 метров над уровнем моря. Рельеф местности представляют собой в основном наклонную предгорную равнину, переходящая на северо-востоке в склоны Арикского хребта.
Гидрографическая сеть представлена Акбашским каналом проходящий вдоль западной окраины села и Тамбовским каналом, тянущийся к востоку от села. Местность богата грунтовыми водами.
Климат влажный умеренный с тёплым летом и прохладной зимой. Среднегодовая температура воздуха составляет около +10,5°С, и колеблется от средних +22,5°С в июле, до средних -2,0°С в январе. Минимальные температуры зимой крайне редко отпускаются ниже -10°С, летом максимальные температуры достигают +35°С. Среднегодовое количество осадков составляет около 650 мм. Основная часть осадков выпадает в период с апреля по июнь. Основные ветры — восточные и северо-западные.

## История
Село Тамбовка основано в 1865 году. По словам старожилов села причиной переселения была нехватка обрабатываемой земли в Тамбовской губернии.
Переселившись на данное место, первые поселенцы купили участки земли у местных князей Астемировых, а некоторые поселенцы брали участки в аренду и платили арендную плату местным князьям вплоть до 1914 года.
Первыми поселенцами нового села были — Шестаковы, Стукаловы, Жабины, Пахомовы, Кудиновы и Пашенцевы, которые в большинстве своём были молоканами. Позже в село поселились также малороссы из Киевской губернии.
Родовых кварталов не было. Основным занятием населения было земледелие. Выращивали кукурузу, подсолнух, магар, овёс, ячмень, а также занимались и скотоводством. Разводили лошадей, крупный рогатый скот и овец. Свиней не было (религиозные устои). Крепостного права в селе не было.
В 1905 году был построен кирпичный завод, который принадлежал Кудинову Никифору Федоровичу. Действовала водяная мельница, принадлежавшая Мякинину Феоксисту. В 1912 году была создана кузнечная мастерская, которая принадлежала Ананскому П.И и Семенову Я.В.
Из вышеуказанных кустарных предприятий в настоящее время ничего не осталось. В 1962 году закрыли кирпичный завод, а мельница была ликвидирована в 1967 году.
После Октябрьской революции, большинство жителей села признали власть большевиков. В связи с этим наступающее на Кабарду «Белое движение» в декабре 1917 года «налетело» на село, разгромили, ограбили и разогнали жителей Тамбовки. Село после нашествия было сильно разорено.
После окончания гражданской войны в селе насчитывалось около 120 дворов. В 1920 году окончательно установилась Советская власть в Тамбовке. Был организован сельский народный совет, где был первым председателем Усков Тимофей Иванович.
В 1933 году в селе были построены первый колхоз, школа и больничный пункт.
Во время Великой Отечественной войны, в ноябре 1942 года село было оккупировано немецкими войсками. По мобилизации из села на фронт ушли 95 человек. В начале января 1943 года село было освобождено. Из 95 человек, ушедших на фронт в 1941 году, погибло 57 человек, удостоены правительственных наград 26 человек. В память о павших в боях при освобождении села и сельчан погибших на фронтах войны в селе установлены памятники.
К 1 январю 1947 года количество дворов в селении Тамбовское составляло 265, при населения в 977 человек.
Село было полностью электрифицировано в 1947 году. До 1966 года село питалось электроэнергией Верхне-Акбашской ГЭС. В 1966 году электропитание села было подключено и к государственной энергосети.
В 1964 году между сёлами Тамбовское и Нижний Акбаш было построено новое двухэтажное школьное здание, рассчитанное на 320 мест. В 2001 году была открыта пристройка к школе.

## Население
| 2002 | 2010 | 2021 |
| ---- | ---- | ---- |
| 821  | ↗847 | ↗910 |

Национальный состав
По данным Всероссийской переписи населения 2010 года:
| Народ      | Численность, чел. | Доля от всего населения, % |
| ---------- | ----------------- | -------------------------- |
| кабардинцы | 688               | 81,2 %                     |
| русские    | 147               | 17,4 %                     |
| другие     | 12                | 1,4 %                      |
| всего      | 847               | 100 %                      |

По данным Всероссийской переписи населения 2021 года:
| Народ               | Численность, чел. | Доля от всего населения, % |
| ------------------- | ----------------- | -------------------------- |
| кабардинцы          | 754               | 82,86 %                    |
| русские             | 115               | 12,64 %                    |
| черкесы             | 23                | 2,53 %                     |
| другие / не указано | 18                | 1,97 %                     |
| всего               | 910               | 100,0 %                    |

Поло-возрастной состав
По данным Всероссийской переписи населения 2010 года:
| Возраст     | Мужчины, чел. | Женщины, чел. | Общая численность, чел. | Доля от всего населения, % |
| ----------- | ------------- | ------------- | ----------------------- | -------------------------- |
| 0 — 14 лет  | 93            | 87            | 180                     | 21,2 %                     |
| 15 — 59 лет | 281           | 309           | 590                     | 69,7 %                     |
| от 60 лет   | 25            | 52            | 77                      | 9,1 %                      |
| Всего       | 399           | 448           | 847                     | 100,0 %                    |

Мужчины — 399 чел. (47,1 %). Женщины — 448 чел. (52,9 %).
Средний возраст населения — 32,0 лет. Медианный возраст населения — 28,7 лет.
Средний возраст мужчин — 30,1 лет. Медианный возраст мужчин — 27,7 лет.
Средний возраст женщин — 33,6 лет. Медианный возраст женщин — 29,5 лет.

## Образование
- Средняя общеобразовательная школа — ул. Дружбы, 164.
- Начальная школа Детский сад «Алмаз»

## Здравоохранение
- Участковая больница — ул. Дружбы, 172.

## Культура
- Дом культуры

Общественно-политические организации:
- Адыгэ Хасэ
- Совет ветеранов труда и войны

## Ислам
В селе действует одна мечеть.

## Экономика
Основу экономики села составляет сельское хозяйство. Наибольшее развитие получили выращивания злаковых и технических культур, а также овощеводство.

## Улицы
| Дружбы |

| Колхозная |

| Ленина |

## Примечание
1. 1 2  Итоги Всероссийской переписи населения 2020 года (по состоянию на 1 октября 2021 года)
2. ↑  Численность населения Кабардино-Балкарской Республики по сельским населённым пунктам по итогам ВПН-2002
3. ↑  Численность населения КБР в разрезе населённых пунктов по итогам Всероссийской переписи населения 2010 года
4. 1 2  База микроданных Всероссийской переписи населения 2010 года. Дата обращения: 15 ноября 2015. Архивировано из оригинала 9 июня 2014 года.
5. ↑  Итоги Всероссийской переписи населения 2020 года. Том 5. Национальный состав и владение языками. Таблица 1. Национальный состав населения Кабардино-Балкарской Республики, городских округов и муниципальных районов. Дата обращения: 9 октября 2023. Архивировано 16 октября 2023 года.
6. ↑  Численность населения КБР по итогам Всероссийской переписи населения 2010 года. Дата обращения: 21 ноября 2016. Архивировано из оригинала 24 июня 2016 года.